# یانوش گورتات
یانوش گورتات (لهستانی: Janusz Gortat؛ زادهٔ ۵ نوامبر ۱۹۴۸) بوکسور اهل لهستان است.